# Циклон (платье)
«Циклон» — вечернее платье из чёрного шёлка, украшенное блёстками, созданное модельером Жанной Ланвен в 1939 году. В настоящее время находится в собрании Метрополитен-музея в Нью-Йорке.

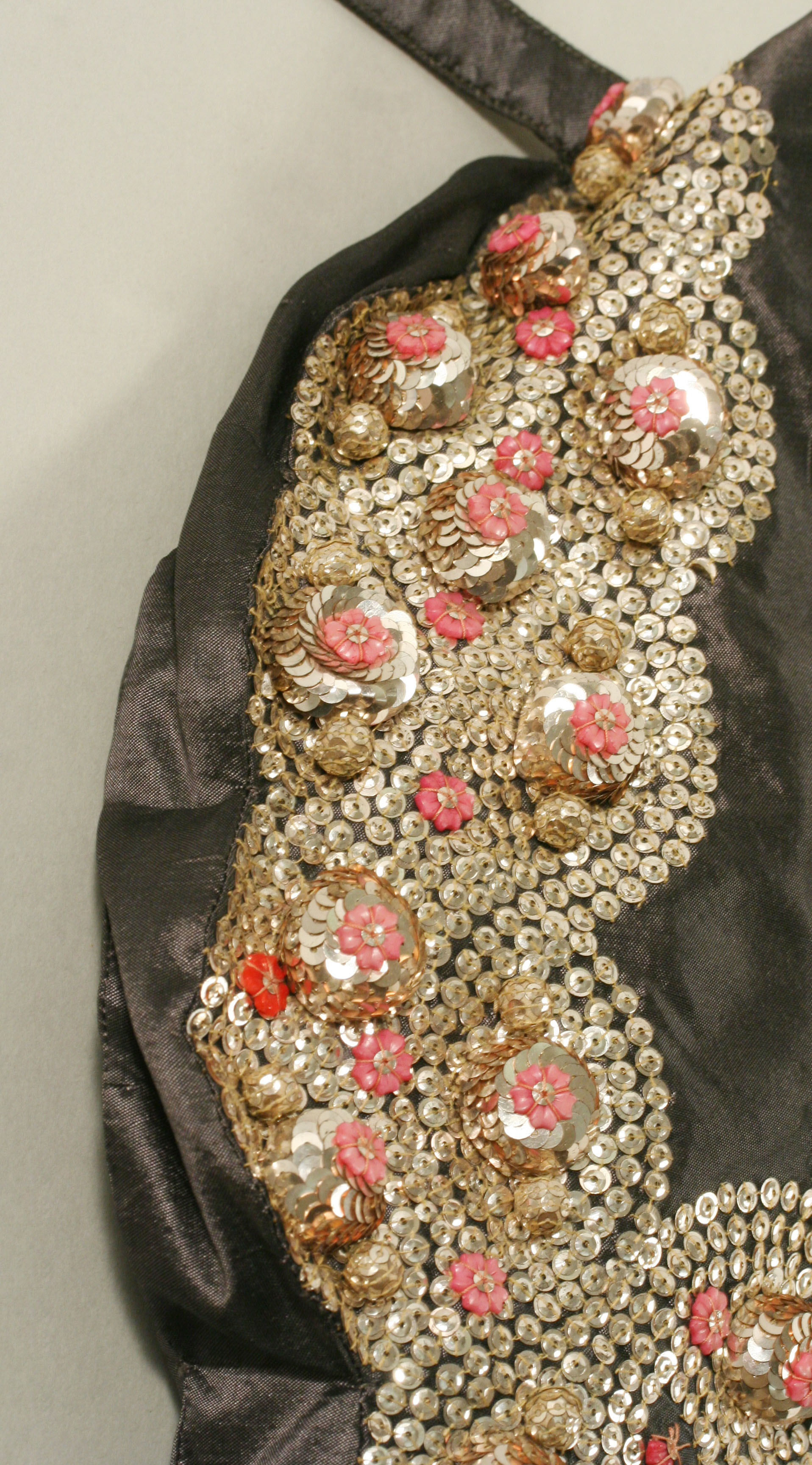
Отделка

В 1918 году Жанна Ланвен (1867—1946) начала создавать платья категории «Stilkleider» («платья стиля») романтического фасона, что радикально отличалось от строгого стиля моды 1920-х годов. «Платья стиля» был вдохновлены модой XVIII века, они обладали квазидвумерным силуэтом, который создавался при помощи кринолина или особой конструкции на бедре. Этот силуэт стал популярен для платьев на бал дебютанток, свадебных платьев, и даже траурных нарядов. Источником вдохновения при создании платья для Жанны Ланвен была её дочь Маргерит, оперная певица, после замужества ставшая графиней Мари-Бланш де Полиньяк. Дочь постоянно выходила в свет в платьях, созданных матерью, в том числе и «циклоне». Согласно Беттине Баллард, редактору журнала «American Vogue», она обладала «мягкой красотой», была сдержанной женщиной и предпочитала появляться в камерных салонах, а не в местах скопления светской публики. Шёлковое платье обладает двухуровневым подолом и украшено пайетками и розовым бисером в форме цветов на лифе и боковой детали.
Это платье стало частью коллекции, собранной и привезённой в Нью-Йорк госпожами Манн и Уильямс, последняя являлась председателем американского отделения французской военной благотворительной организации «Le Colis de Trianon-Versailles». В 1940 году под патронажем герцогини Виндзорской они организовали благотворительную выставку «Парижские открытия» в Аудиториуме Джона Уэйнамейкера. На выставке были представлены вечерние платья, женщин из парижского светского общества созданные в предвоенные годы. Платья могли быть надеты либо в дни траура, либо они были замечены на неком «великом событии».
В 1946 году «Циклон» вместе со всей коллекцией был передан в дар Метрополитен-музею. Ввиду своей хрупкости платье не демонстрировалось на публике в течение десятилетий. После долгого перерыва платье было представлено на выставке 2002—2003 годов «Blithe Spirit: The Windsor Set».